# Orakelbottenschrift

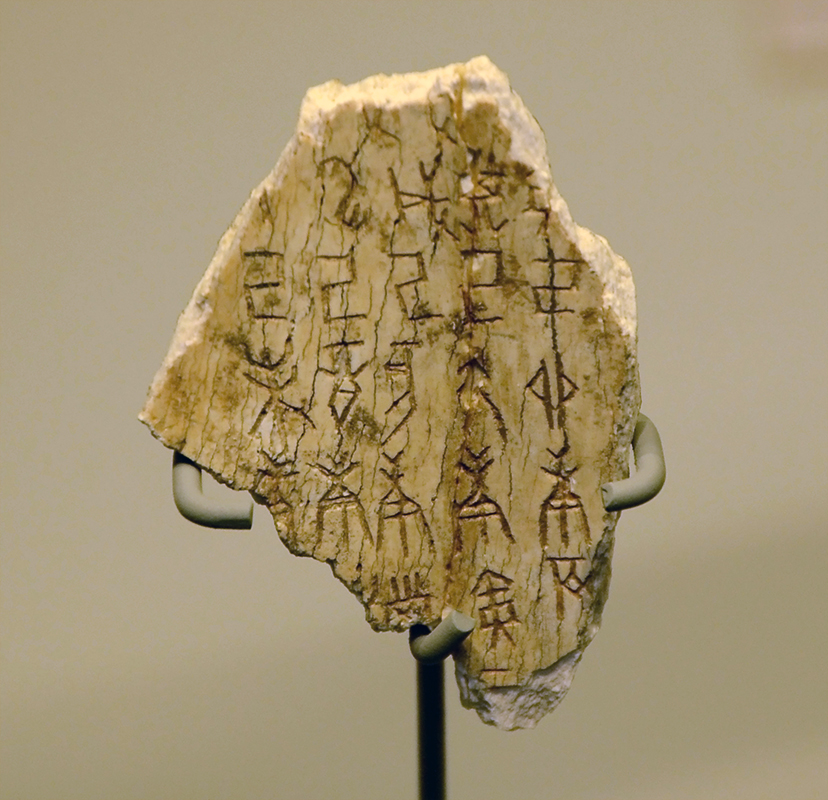
Stuk van een orakelbot, uit Henan, Shang-dynastie, 1200 voor Christus. Nu in Musée de Mariemont.

Het orakelbottenschrift (Chinees: 甲骨文; jiǎgǔwén) is een systeem van karakters uit het late tweede millennium voor Christus dat bekendstaat als de oorsprong van de Chinese schrifttraditie. De karakters van het orakelbottenschrift werden ingekerfd op orakelbeenderen (dierlijke botten of plastrons van schildpadden) die voornamelijk zijn teruggevonden in de provincie Henan, het tegenwoordige Anyang. Op de orakelbeenderen staan teksten over waarzeggerij, riten en ceremoniën. Ook de levens van de laatste negen koningen van de Shang-dynastie zijn met het schrift vastgelegd, beginnende bij Wu Ding, wiens kroning is gedateerd op 1250 v.Chr.
De orakelbeenderen werden voor het eerst opgegraven en gecatalogiseerd in 1899 in Anyang, nabij Yinxu (殷墟), de oude hoofdstad van de Shang-dynastie. In deze en de daaropvolgende opgravingen bij Anyang zijn meer dan 100.000 orakelbeenderen gevonden, beschreven met meer dan 1,6 miljoen karakters.

## Onderzoek
Omdat het orakelbottenschrift belangrijk is voor het begrijpen van de ontwikkeling van het hedendaagse Chinese schrift, wordt het schrift al lange tijd onderzocht. In het orakelbottenschrift zijn meer dan 4.600 onderscheiden karakters geïdentificeerd, waarvan er ongeveer 1.300 zijn ontcijferd. Het orakelbottenschrift was een functioneel schriftsysteem, volledig in staat om taal grafisch weer te geven. Dit is een aanwijzing dat het schrift zich al in een eerdere periode kon ontwikkelen. 
De karakters van het orakelbottenschrift hebben een versimpelde structuur, vermoedelijk omdat het moeilijk was om te graveren in de harde, ruwe materialen. Dat de karakters er vereenvoudigd uitzien, geeft aan dat de Shang-Chinezen waarschijnlijk al met penseel en inkt schreven op bamboe. Omdat er veel is geschreven over de Shang-heersers, hebben de inscripties waardevolle informatie verschaft over de Shang-dynastie en het dagelijks leven van de koningen.

## Stijl en structuur
De karakters van het orakelbottenschrift verschillen in grootte en complexiteit. Hoewel er over het algemeen van boven naar beneden werd geschreven, bepaalde de vorm van het bot of de schaal de uiteindelijke tekstvorm. Vergeleken met karakters op bronzen voorwerpen uit de vroege westelijke Zhou-dynastie lijken de orakelbotkarakters versimpeld. Het is bekend dat de Shang-Chinezen behalve op orakelbeenderen ook in bamboe en houten boeken hebben geschreven, omdat er karakters in de orakelbotteksten zijn gevonden die ‘schrijven met penseel’ (聿 yù) en ‘bamboeboek’ (冊 cè) betekenen. Omdat schrijven met een penseel gemakkelijker is dan schrijven in harde materialen of in klei, wordt aangenomen dat men in deze periode over het algemeen schreef met penseel. Bovendien werden orakelbotkarakters geschreven in verticale kolommen, van boven naar beneden. Dit gebruik moet afkomstig zijn geweest van het schrijven in de bamboeboeken, waarin de tekst alleen verticaal kan worden opgezet. Het orakelbottenschrift vormt zodoende geen goede afspiegeling van de schrijfkunst zoals die in deze periode in China werd beoefend. Van de meer gedetailleerde en meer picturale karakterstijl, die gevonden is op brons en jade uit de Shang-periode, wordt verondersteld dat deze het meest representatief is voor het schrift in de Shang-dynastie.

## Orakelbeenderen

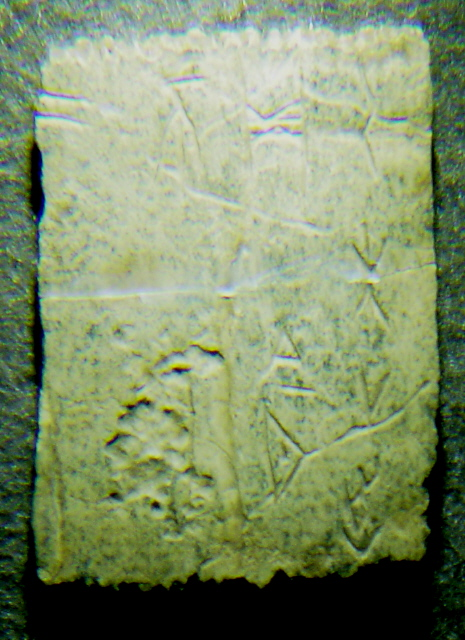
Orakelbotkarakters over waarzeggerij
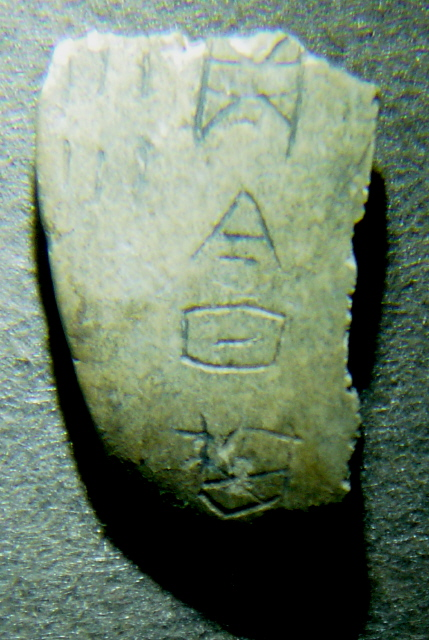
Orakelbotkarakters over 'regen'
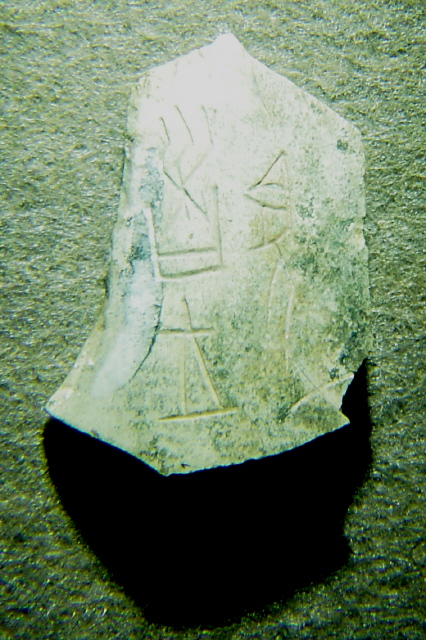
Orakelbotkarakter voor 'lente'
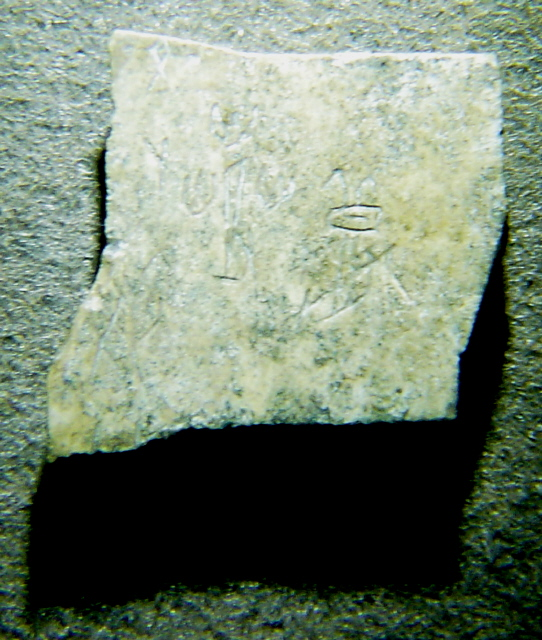
Orakelbotkarakter voor 'herfst'